# Дияконеску тема
Те́ма Дияконеску — тема в шаховій композиції ортодоксального жанру. Суть теми — чорні виключають білу лінійну фігуру, але при цьому виключається і своя чорна фігура, внаслідок чого білі використовують виключення цієї чорної фігури в грі опосередкованої батареї.

## Історія
Ідею запропонував шаховий композитор П. Дияконеску в 1949 році.
Чорні, в захисті від загрози мату, виключають білу лінійну фігуру, але при цьому проходить і послаблення позиції чорних, оскільки одночасно і виключається їхня лінійна фігура. Білі використовують це послаблення в грі опосередкованої батареї.
Ідея дістала назву — тема Дияконеску.
|   | a | b | c | d | e | f | g | h |   |
| 8 | e8 білий кінь · c7 чорна тура · f7 чорна тура · g7 чорний пішак · e6 білий пішак · h6 чорний пішак · b5 білий пішак · d5 чорний король · g5 чорний ферзь · h5 білий ферзь · b4 білий пішак · c4 чорний пішак · d4 білий кінь · b3 чорний пішак · c3 білий король · f3 білий пішак · h3 білий слон · e2 чорний пішак · h2 білий слон · e1 біла тура | e8 білий кінь · c7 чорна тура · f7 чорна тура · g7 чорний пішак · e6 білий пішак · h6 чорний пішак · b5 білий пішак · d5 чорний король · g5 чорний ферзь · h5 білий ферзь · b4 білий пішак · c4 чорний пішак · d4 білий кінь · b3 чорний пішак · c3 білий король · f3 білий пішак · h3 білий слон · e2 чорний пішак · h2 білий слон · e1 біла тура | e8 білий кінь · c7 чорна тура · f7 чорна тура · g7 чорний пішак · e6 білий пішак · h6 чорний пішак · b5 білий пішак · d5 чорний король · g5 чорний ферзь · h5 білий ферзь · b4 білий пішак · c4 чорний пішак · d4 білий кінь · b3 чорний пішак · c3 білий король · f3 білий пішак · h3 білий слон · e2 чорний пішак · h2 білий слон · e1 біла тура | e8 білий кінь · c7 чорна тура · f7 чорна тура · g7 чорний пішак · e6 білий пішак · h6 чорний пішак · b5 білий пішак · d5 чорний король · g5 чорний ферзь · h5 білий ферзь · b4 білий пішак · c4 чорний пішак · d4 білий кінь · b3 чорний пішак · c3 білий король · f3 білий пішак · h3 білий слон · e2 чорний пішак · h2 білий слон · e1 біла тура | e8 білий кінь · c7 чорна тура · f7 чорна тура · g7 чорний пішак · e6 білий пішак · h6 чорний пішак · b5 білий пішак · d5 чорний король · g5 чорний ферзь · h5 білий ферзь · b4 білий пішак · c4 чорний пішак · d4 білий кінь · b3 чорний пішак · c3 білий король · f3 білий пішак · h3 білий слон · e2 чорний пішак · h2 білий слон · e1 біла тура | e8 білий кінь · c7 чорна тура · f7 чорна тура · g7 чорний пішак · e6 білий пішак · h6 чорний пішак · b5 білий пішак · d5 чорний король · g5 чорний ферзь · h5 білий ферзь · b4 білий пішак · c4 чорний пішак · d4 білий кінь · b3 чорний пішак · c3 білий король · f3 білий пішак · h3 білий слон · e2 чорний пішак · h2 білий слон · e1 біла тура | e8 білий кінь · c7 чорна тура · f7 чорна тура · g7 чорний пішак · e6 білий пішак · h6 чорний пішак · b5 білий пішак · d5 чорний король · g5 чорний ферзь · h5 білий ферзь · b4 білий пішак · c4 чорний пішак · d4 білий кінь · b3 чорний пішак · c3 білий король · f3 білий пішак · h3 білий слон · e2 чорний пішак · h2 білий слон · e1 біла тура | e8 білий кінь · c7 чорна тура · f7 чорна тура · g7 чорний пішак · e6 білий пішак · h6 чорний пішак · b5 білий пішак · d5 чорний король · g5 чорний ферзь · h5 білий ферзь · b4 білий пішак · c4 чорний пішак · d4 білий кінь · b3 чорний пішак · c3 білий король · f3 білий пішак · h3 білий слон · e2 чорний пішак · h2 білий слон · e1 біла тура | 8 |
| 7 | e8 білий кінь · c7 чорна тура · f7 чорна тура · g7 чорний пішак · e6 білий пішак · h6 чорний пішак · b5 білий пішак · d5 чорний король · g5 чорний ферзь · h5 білий ферзь · b4 білий пішак · c4 чорний пішак · d4 білий кінь · b3 чорний пішак · c3 білий король · f3 білий пішак · h3 білий слон · e2 чорний пішак · h2 білий слон · e1 біла тура | e8 білий кінь · c7 чорна тура · f7 чорна тура · g7 чорний пішак · e6 білий пішак · h6 чорний пішак · b5 білий пішак · d5 чорний король · g5 чорний ферзь · h5 білий ферзь · b4 білий пішак · c4 чорний пішак · d4 білий кінь · b3 чорний пішак · c3 білий король · f3 білий пішак · h3 білий слон · e2 чорний пішак · h2 білий слон · e1 біла тура | e8 білий кінь · c7 чорна тура · f7 чорна тура · g7 чорний пішак · e6 білий пішак · h6 чорний пішак · b5 білий пішак · d5 чорний король · g5 чорний ферзь · h5 білий ферзь · b4 білий пішак · c4 чорний пішак · d4 білий кінь · b3 чорний пішак · c3 білий король · f3 білий пішак · h3 білий слон · e2 чорний пішак · h2 білий слон · e1 біла тура | e8 білий кінь · c7 чорна тура · f7 чорна тура · g7 чорний пішак · e6 білий пішак · h6 чорний пішак · b5 білий пішак · d5 чорний король · g5 чорний ферзь · h5 білий ферзь · b4 білий пішак · c4 чорний пішак · d4 білий кінь · b3 чорний пішак · c3 білий король · f3 білий пішак · h3 білий слон · e2 чорний пішак · h2 білий слон · e1 біла тура | e8 білий кінь · c7 чорна тура · f7 чорна тура · g7 чорний пішак · e6 білий пішак · h6 чорний пішак · b5 білий пішак · d5 чорний король · g5 чорний ферзь · h5 білий ферзь · b4 білий пішак · c4 чорний пішак · d4 білий кінь · b3 чорний пішак · c3 білий король · f3 білий пішак · h3 білий слон · e2 чорний пішак · h2 білий слон · e1 біла тура | e8 білий кінь · c7 чорна тура · f7 чорна тура · g7 чорний пішак · e6 білий пішак · h6 чорний пішак · b5 білий пішак · d5 чорний король · g5 чорний ферзь · h5 білий ферзь · b4 білий пішак · c4 чорний пішак · d4 білий кінь · b3 чорний пішак · c3 білий король · f3 білий пішак · h3 білий слон · e2 чорний пішак · h2 білий слон · e1 біла тура | e8 білий кінь · c7 чорна тура · f7 чорна тура · g7 чорний пішак · e6 білий пішак · h6 чорний пішак · b5 білий пішак · d5 чорний король · g5 чорний ферзь · h5 білий ферзь · b4 білий пішак · c4 чорний пішак · d4 білий кінь · b3 чорний пішак · c3 білий король · f3 білий пішак · h3 білий слон · e2 чорний пішак · h2 білий слон · e1 біла тура | e8 білий кінь · c7 чорна тура · f7 чорна тура · g7 чорний пішак · e6 білий пішак · h6 чорний пішак · b5 білий пішак · d5 чорний король · g5 чорний ферзь · h5 білий ферзь · b4 білий пішак · c4 чорний пішак · d4 білий кінь · b3 чорний пішак · c3 білий король · f3 білий пішак · h3 білий слон · e2 чорний пішак · h2 білий слон · e1 біла тура | 7 |
| 6 | e8 білий кінь · c7 чорна тура · f7 чорна тура · g7 чорний пішак · e6 білий пішак · h6 чорний пішак · b5 білий пішак · d5 чорний король · g5 чорний ферзь · h5 білий ферзь · b4 білий пішак · c4 чорний пішак · d4 білий кінь · b3 чорний пішак · c3 білий король · f3 білий пішак · h3 білий слон · e2 чорний пішак · h2 білий слон · e1 біла тура | e8 білий кінь · c7 чорна тура · f7 чорна тура · g7 чорний пішак · e6 білий пішак · h6 чорний пішак · b5 білий пішак · d5 чорний король · g5 чорний ферзь · h5 білий ферзь · b4 білий пішак · c4 чорний пішак · d4 білий кінь · b3 чорний пішак · c3 білий король · f3 білий пішак · h3 білий слон · e2 чорний пішак · h2 білий слон · e1 біла тура | e8 білий кінь · c7 чорна тура · f7 чорна тура · g7 чорний пішак · e6 білий пішак · h6 чорний пішак · b5 білий пішак · d5 чорний король · g5 чорний ферзь · h5 білий ферзь · b4 білий пішак · c4 чорний пішак · d4 білий кінь · b3 чорний пішак · c3 білий король · f3 білий пішак · h3 білий слон · e2 чорний пішак · h2 білий слон · e1 біла тура | e8 білий кінь · c7 чорна тура · f7 чорна тура · g7 чорний пішак · e6 білий пішак · h6 чорний пішак · b5 білий пішак · d5 чорний король · g5 чорний ферзь · h5 білий ферзь · b4 білий пішак · c4 чорний пішак · d4 білий кінь · b3 чорний пішак · c3 білий король · f3 білий пішак · h3 білий слон · e2 чорний пішак · h2 білий слон · e1 біла тура | e8 білий кінь · c7 чорна тура · f7 чорна тура · g7 чорний пішак · e6 білий пішак · h6 чорний пішак · b5 білий пішак · d5 чорний король · g5 чорний ферзь · h5 білий ферзь · b4 білий пішак · c4 чорний пішак · d4 білий кінь · b3 чорний пішак · c3 білий король · f3 білий пішак · h3 білий слон · e2 чорний пішак · h2 білий слон · e1 біла тура | e8 білий кінь · c7 чорна тура · f7 чорна тура · g7 чорний пішак · e6 білий пішак · h6 чорний пішак · b5 білий пішак · d5 чорний король · g5 чорний ферзь · h5 білий ферзь · b4 білий пішак · c4 чорний пішак · d4 білий кінь · b3 чорний пішак · c3 білий король · f3 білий пішак · h3 білий слон · e2 чорний пішак · h2 білий слон · e1 біла тура | e8 білий кінь · c7 чорна тура · f7 чорна тура · g7 чорний пішак · e6 білий пішак · h6 чорний пішак · b5 білий пішак · d5 чорний король · g5 чорний ферзь · h5 білий ферзь · b4 білий пішак · c4 чорний пішак · d4 білий кінь · b3 чорний пішак · c3 білий король · f3 білий пішак · h3 білий слон · e2 чорний пішак · h2 білий слон · e1 біла тура | e8 білий кінь · c7 чорна тура · f7 чорна тура · g7 чорний пішак · e6 білий пішак · h6 чорний пішак · b5 білий пішак · d5 чорний король · g5 чорний ферзь · h5 білий ферзь · b4 білий пішак · c4 чорний пішак · d4 білий кінь · b3 чорний пішак · c3 білий король · f3 білий пішак · h3 білий слон · e2 чорний пішак · h2 білий слон · e1 біла тура | 6 |
| 5 | e8 білий кінь · c7 чорна тура · f7 чорна тура · g7 чорний пішак · e6 білий пішак · h6 чорний пішак · b5 білий пішак · d5 чорний король · g5 чорний ферзь · h5 білий ферзь · b4 білий пішак · c4 чорний пішак · d4 білий кінь · b3 чорний пішак · c3 білий король · f3 білий пішак · h3 білий слон · e2 чорний пішак · h2 білий слон · e1 біла тура | e8 білий кінь · c7 чорна тура · f7 чорна тура · g7 чорний пішак · e6 білий пішак · h6 чорний пішак · b5 білий пішак · d5 чорний король · g5 чорний ферзь · h5 білий ферзь · b4 білий пішак · c4 чорний пішак · d4 білий кінь · b3 чорний пішак · c3 білий король · f3 білий пішак · h3 білий слон · e2 чорний пішак · h2 білий слон · e1 біла тура | e8 білий кінь · c7 чорна тура · f7 чорна тура · g7 чорний пішак · e6 білий пішак · h6 чорний пішак · b5 білий пішак · d5 чорний король · g5 чорний ферзь · h5 білий ферзь · b4 білий пішак · c4 чорний пішак · d4 білий кінь · b3 чорний пішак · c3 білий король · f3 білий пішак · h3 білий слон · e2 чорний пішак · h2 білий слон · e1 біла тура | e8 білий кінь · c7 чорна тура · f7 чорна тура · g7 чорний пішак · e6 білий пішак · h6 чорний пішак · b5 білий пішак · d5 чорний король · g5 чорний ферзь · h5 білий ферзь · b4 білий пішак · c4 чорний пішак · d4 білий кінь · b3 чорний пішак · c3 білий король · f3 білий пішак · h3 білий слон · e2 чорний пішак · h2 білий слон · e1 біла тура | e8 білий кінь · c7 чорна тура · f7 чорна тура · g7 чорний пішак · e6 білий пішак · h6 чорний пішак · b5 білий пішак · d5 чорний король · g5 чорний ферзь · h5 білий ферзь · b4 білий пішак · c4 чорний пішак · d4 білий кінь · b3 чорний пішак · c3 білий король · f3 білий пішак · h3 білий слон · e2 чорний пішак · h2 білий слон · e1 біла тура | e8 білий кінь · c7 чорна тура · f7 чорна тура · g7 чорний пішак · e6 білий пішак · h6 чорний пішак · b5 білий пішак · d5 чорний король · g5 чорний ферзь · h5 білий ферзь · b4 білий пішак · c4 чорний пішак · d4 білий кінь · b3 чорний пішак · c3 білий король · f3 білий пішак · h3 білий слон · e2 чорний пішак · h2 білий слон · e1 біла тура | e8 білий кінь · c7 чорна тура · f7 чорна тура · g7 чорний пішак · e6 білий пішак · h6 чорний пішак · b5 білий пішак · d5 чорний король · g5 чорний ферзь · h5 білий ферзь · b4 білий пішак · c4 чорний пішак · d4 білий кінь · b3 чорний пішак · c3 білий король · f3 білий пішак · h3 білий слон · e2 чорний пішак · h2 білий слон · e1 біла тура | e8 білий кінь · c7 чорна тура · f7 чорна тура · g7 чорний пішак · e6 білий пішак · h6 чорний пішак · b5 білий пішак · d5 чорний король · g5 чорний ферзь · h5 білий ферзь · b4 білий пішак · c4 чорний пішак · d4 білий кінь · b3 чорний пішак · c3 білий король · f3 білий пішак · h3 білий слон · e2 чорний пішак · h2 білий слон · e1 біла тура | 5 |
| 4 | e8 білий кінь · c7 чорна тура · f7 чорна тура · g7 чорний пішак · e6 білий пішак · h6 чорний пішак · b5 білий пішак · d5 чорний король · g5 чорний ферзь · h5 білий ферзь · b4 білий пішак · c4 чорний пішак · d4 білий кінь · b3 чорний пішак · c3 білий король · f3 білий пішак · h3 білий слон · e2 чорний пішак · h2 білий слон · e1 біла тура | e8 білий кінь · c7 чорна тура · f7 чорна тура · g7 чорний пішак · e6 білий пішак · h6 чорний пішак · b5 білий пішак · d5 чорний король · g5 чорний ферзь · h5 білий ферзь · b4 білий пішак · c4 чорний пішак · d4 білий кінь · b3 чорний пішак · c3 білий король · f3 білий пішак · h3 білий слон · e2 чорний пішак · h2 білий слон · e1 біла тура | e8 білий кінь · c7 чорна тура · f7 чорна тура · g7 чорний пішак · e6 білий пішак · h6 чорний пішак · b5 білий пішак · d5 чорний король · g5 чорний ферзь · h5 білий ферзь · b4 білий пішак · c4 чорний пішак · d4 білий кінь · b3 чорний пішак · c3 білий король · f3 білий пішак · h3 білий слон · e2 чорний пішак · h2 білий слон · e1 біла тура | e8 білий кінь · c7 чорна тура · f7 чорна тура · g7 чорний пішак · e6 білий пішак · h6 чорний пішак · b5 білий пішак · d5 чорний король · g5 чорний ферзь · h5 білий ферзь · b4 білий пішак · c4 чорний пішак · d4 білий кінь · b3 чорний пішак · c3 білий король · f3 білий пішак · h3 білий слон · e2 чорний пішак · h2 білий слон · e1 біла тура | e8 білий кінь · c7 чорна тура · f7 чорна тура · g7 чорний пішак · e6 білий пішак · h6 чорний пішак · b5 білий пішак · d5 чорний король · g5 чорний ферзь · h5 білий ферзь · b4 білий пішак · c4 чорний пішак · d4 білий кінь · b3 чорний пішак · c3 білий король · f3 білий пішак · h3 білий слон · e2 чорний пішак · h2 білий слон · e1 біла тура | e8 білий кінь · c7 чорна тура · f7 чорна тура · g7 чорний пішак · e6 білий пішак · h6 чорний пішак · b5 білий пішак · d5 чорний король · g5 чорний ферзь · h5 білий ферзь · b4 білий пішак · c4 чорний пішак · d4 білий кінь · b3 чорний пішак · c3 білий король · f3 білий пішак · h3 білий слон · e2 чорний пішак · h2 білий слон · e1 біла тура | e8 білий кінь · c7 чорна тура · f7 чорна тура · g7 чорний пішак · e6 білий пішак · h6 чорний пішак · b5 білий пішак · d5 чорний король · g5 чорний ферзь · h5 білий ферзь · b4 білий пішак · c4 чорний пішак · d4 білий кінь · b3 чорний пішак · c3 білий король · f3 білий пішак · h3 білий слон · e2 чорний пішак · h2 білий слон · e1 біла тура | e8 білий кінь · c7 чорна тура · f7 чорна тура · g7 чорний пішак · e6 білий пішак · h6 чорний пішак · b5 білий пішак · d5 чорний король · g5 чорний ферзь · h5 білий ферзь · b4 білий пішак · c4 чорний пішак · d4 білий кінь · b3 чорний пішак · c3 білий король · f3 білий пішак · h3 білий слон · e2 чорний пішак · h2 білий слон · e1 біла тура | 4 |
| 3 | e8 білий кінь · c7 чорна тура · f7 чорна тура · g7 чорний пішак · e6 білий пішак · h6 чорний пішак · b5 білий пішак · d5 чорний король · g5 чорний ферзь · h5 білий ферзь · b4 білий пішак · c4 чорний пішак · d4 білий кінь · b3 чорний пішак · c3 білий король · f3 білий пішак · h3 білий слон · e2 чорний пішак · h2 білий слон · e1 біла тура | e8 білий кінь · c7 чорна тура · f7 чорна тура · g7 чорний пішак · e6 білий пішак · h6 чорний пішак · b5 білий пішак · d5 чорний король · g5 чорний ферзь · h5 білий ферзь · b4 білий пішак · c4 чорний пішак · d4 білий кінь · b3 чорний пішак · c3 білий король · f3 білий пішак · h3 білий слон · e2 чорний пішак · h2 білий слон · e1 біла тура | e8 білий кінь · c7 чорна тура · f7 чорна тура · g7 чорний пішак · e6 білий пішак · h6 чорний пішак · b5 білий пішак · d5 чорний король · g5 чорний ферзь · h5 білий ферзь · b4 білий пішак · c4 чорний пішак · d4 білий кінь · b3 чорний пішак · c3 білий король · f3 білий пішак · h3 білий слон · e2 чорний пішак · h2 білий слон · e1 біла тура | e8 білий кінь · c7 чорна тура · f7 чорна тура · g7 чорний пішак · e6 білий пішак · h6 чорний пішак · b5 білий пішак · d5 чорний король · g5 чорний ферзь · h5 білий ферзь · b4 білий пішак · c4 чорний пішак · d4 білий кінь · b3 чорний пішак · c3 білий король · f3 білий пішак · h3 білий слон · e2 чорний пішак · h2 білий слон · e1 біла тура | e8 білий кінь · c7 чорна тура · f7 чорна тура · g7 чорний пішак · e6 білий пішак · h6 чорний пішак · b5 білий пішак · d5 чорний король · g5 чорний ферзь · h5 білий ферзь · b4 білий пішак · c4 чорний пішак · d4 білий кінь · b3 чорний пішак · c3 білий король · f3 білий пішак · h3 білий слон · e2 чорний пішак · h2 білий слон · e1 біла тура | e8 білий кінь · c7 чорна тура · f7 чорна тура · g7 чорний пішак · e6 білий пішак · h6 чорний пішак · b5 білий пішак · d5 чорний король · g5 чорний ферзь · h5 білий ферзь · b4 білий пішак · c4 чорний пішак · d4 білий кінь · b3 чорний пішак · c3 білий король · f3 білий пішак · h3 білий слон · e2 чорний пішак · h2 білий слон · e1 біла тура | e8 білий кінь · c7 чорна тура · f7 чорна тура · g7 чорний пішак · e6 білий пішак · h6 чорний пішак · b5 білий пішак · d5 чорний король · g5 чорний ферзь · h5 білий ферзь · b4 білий пішак · c4 чорний пішак · d4 білий кінь · b3 чорний пішак · c3 білий король · f3 білий пішак · h3 білий слон · e2 чорний пішак · h2 білий слон · e1 біла тура | e8 білий кінь · c7 чорна тура · f7 чорна тура · g7 чорний пішак · e6 білий пішак · h6 чорний пішак · b5 білий пішак · d5 чорний король · g5 чорний ферзь · h5 білий ферзь · b4 білий пішак · c4 чорний пішак · d4 білий кінь · b3 чорний пішак · c3 білий король · f3 білий пішак · h3 білий слон · e2 чорний пішак · h2 білий слон · e1 біла тура | 3 |
| 2 | e8 білий кінь · c7 чорна тура · f7 чорна тура · g7 чорний пішак · e6 білий пішак · h6 чорний пішак · b5 білий пішак · d5 чорний король · g5 чорний ферзь · h5 білий ферзь · b4 білий пішак · c4 чорний пішак · d4 білий кінь · b3 чорний пішак · c3 білий король · f3 білий пішак · h3 білий слон · e2 чорний пішак · h2 білий слон · e1 біла тура | e8 білий кінь · c7 чорна тура · f7 чорна тура · g7 чорний пішак · e6 білий пішак · h6 чорний пішак · b5 білий пішак · d5 чорний король · g5 чорний ферзь · h5 білий ферзь · b4 білий пішак · c4 чорний пішак · d4 білий кінь · b3 чорний пішак · c3 білий король · f3 білий пішак · h3 білий слон · e2 чорний пішак · h2 білий слон · e1 біла тура | e8 білий кінь · c7 чорна тура · f7 чорна тура · g7 чорний пішак · e6 білий пішак · h6 чорний пішак · b5 білий пішак · d5 чорний король · g5 чорний ферзь · h5 білий ферзь · b4 білий пішак · c4 чорний пішак · d4 білий кінь · b3 чорний пішак · c3 білий король · f3 білий пішак · h3 білий слон · e2 чорний пішак · h2 білий слон · e1 біла тура | e8 білий кінь · c7 чорна тура · f7 чорна тура · g7 чорний пішак · e6 білий пішак · h6 чорний пішак · b5 білий пішак · d5 чорний король · g5 чорний ферзь · h5 білий ферзь · b4 білий пішак · c4 чорний пішак · d4 білий кінь · b3 чорний пішак · c3 білий король · f3 білий пішак · h3 білий слон · e2 чорний пішак · h2 білий слон · e1 біла тура | e8 білий кінь · c7 чорна тура · f7 чорна тура · g7 чорний пішак · e6 білий пішак · h6 чорний пішак · b5 білий пішак · d5 чорний король · g5 чорний ферзь · h5 білий ферзь · b4 білий пішак · c4 чорний пішак · d4 білий кінь · b3 чорний пішак · c3 білий король · f3 білий пішак · h3 білий слон · e2 чорний пішак · h2 білий слон · e1 біла тура | e8 білий кінь · c7 чорна тура · f7 чорна тура · g7 чорний пішак · e6 білий пішак · h6 чорний пішак · b5 білий пішак · d5 чорний король · g5 чорний ферзь · h5 білий ферзь · b4 білий пішак · c4 чорний пішак · d4 білий кінь · b3 чорний пішак · c3 білий король · f3 білий пішак · h3 білий слон · e2 чорний пішак · h2 білий слон · e1 біла тура | e8 білий кінь · c7 чорна тура · f7 чорна тура · g7 чорний пішак · e6 білий пішак · h6 чорний пішак · b5 білий пішак · d5 чорний король · g5 чорний ферзь · h5 білий ферзь · b4 білий пішак · c4 чорний пішак · d4 білий кінь · b3 чорний пішак · c3 білий король · f3 білий пішак · h3 білий слон · e2 чорний пішак · h2 білий слон · e1 біла тура | e8 білий кінь · c7 чорна тура · f7 чорна тура · g7 чорний пішак · e6 білий пішак · h6 чорний пішак · b5 білий пішак · d5 чорний король · g5 чорний ферзь · h5 білий ферзь · b4 білий пішак · c4 чорний пішак · d4 білий кінь · b3 чорний пішак · c3 білий король · f3 білий пішак · h3 білий слон · e2 чорний пішак · h2 білий слон · e1 біла тура | 2 |
| 1 | e8 білий кінь · c7 чорна тура · f7 чорна тура · g7 чорний пішак · e6 білий пішак · h6 чорний пішак · b5 білий пішак · d5 чорний король · g5 чорний ферзь · h5 білий ферзь · b4 білий пішак · c4 чорний пішак · d4 білий кінь · b3 чорний пішак · c3 білий король · f3 білий пішак · h3 білий слон · e2 чорний пішак · h2 білий слон · e1 біла тура | e8 білий кінь · c7 чорна тура · f7 чорна тура · g7 чорний пішак · e6 білий пішак · h6 чорний пішак · b5 білий пішак · d5 чорний король · g5 чорний ферзь · h5 білий ферзь · b4 білий пішак · c4 чорний пішак · d4 білий кінь · b3 чорний пішак · c3 білий король · f3 білий пішак · h3 білий слон · e2 чорний пішак · h2 білий слон · e1 біла тура | e8 білий кінь · c7 чорна тура · f7 чорна тура · g7 чорний пішак · e6 білий пішак · h6 чорний пішак · b5 білий пішак · d5 чорний король · g5 чорний ферзь · h5 білий ферзь · b4 білий пішак · c4 чорний пішак · d4 білий кінь · b3 чорний пішак · c3 білий король · f3 білий пішак · h3 білий слон · e2 чорний пішак · h2 білий слон · e1 біла тура | e8 білий кінь · c7 чорна тура · f7 чорна тура · g7 чорний пішак · e6 білий пішак · h6 чорний пішак · b5 білий пішак · d5 чорний король · g5 чорний ферзь · h5 білий ферзь · b4 білий пішак · c4 чорний пішак · d4 білий кінь · b3 чорний пішак · c3 білий король · f3 білий пішак · h3 білий слон · e2 чорний пішак · h2 білий слон · e1 біла тура | e8 білий кінь · c7 чорна тура · f7 чорна тура · g7 чорний пішак · e6 білий пішак · h6 чорний пішак · b5 білий пішак · d5 чорний король · g5 чорний ферзь · h5 білий ферзь · b4 білий пішак · c4 чорний пішак · d4 білий кінь · b3 чорний пішак · c3 білий король · f3 білий пішак · h3 білий слон · e2 чорний пішак · h2 білий слон · e1 біла тура | e8 білий кінь · c7 чорна тура · f7 чорна тура · g7 чорний пішак · e6 білий пішак · h6 чорний пішак · b5 білий пішак · d5 чорний король · g5 чорний ферзь · h5 білий ферзь · b4 білий пішак · c4 чорний пішак · d4 білий кінь · b3 чорний пішак · c3 білий король · f3 білий пішак · h3 білий слон · e2 чорний пішак · h2 білий слон · e1 біла тура | e8 білий кінь · c7 чорна тура · f7 чорна тура · g7 чорний пішак · e6 білий пішак · h6 чорний пішак · b5 білий пішак · d5 чорний король · g5 чорний ферзь · h5 білий ферзь · b4 білий пішак · c4 чорний пішак · d4 білий кінь · b3 чорний пішак · c3 білий король · f3 білий пішак · h3 білий слон · e2 чорний пішак · h2 білий слон · e1 біла тура | e8 білий кінь · c7 чорна тура · f7 чорна тура · g7 чорний пішак · e6 білий пішак · h6 чорний пішак · b5 білий пішак · d5 чорний король · g5 чорний ферзь · h5 білий ферзь · b4 білий пішак · c4 чорний пішак · d4 білий кінь · b3 чорний пішак · c3 білий король · f3 білий пішак · h3 білий слон · e2 чорний пішак · h2 білий слон · e1 біла тура | 1 |
|   | a | b | c | d | e | f | g | h |   |

FEN: 4N3/2r2rp1/4P2p/1P1k2qQ/1PpN4/1pK2P1B/4p2B/4R3
1. Se2! ~ 2. Rd1#
1. ... Qf5 2. Sf4#
- — - — - — -
1. ... Rf5 2. Sxc7#
1. ... Rxf3 2. Qxf3#